# 城下村 (長野県)
城下村（しろしたむら）は、長野県小県郡にあった村。現在の上田市中心部の千曲川左岸にあたる。

## 地理
- 河川：千曲川

## 歴史
- 1889年（明治22年）4月1日 - 町村制の施行により、中之条村・御所村・諏訪形村・小牧村の区域をもって発足。
- 1921年（大正10年）9月10日 - 上田市に編入。同日城下村廃止。

## 交通

### 鉄道路線
- 上田温泉電軌（現・上田電鉄）
  - 青木線（現在は別所線に編入）
    - 三好町駅（現・城下駅） - 三好町三丁目駅（現・三好町駅）